# PIT (manobra)

Desenho exemplificando a manobra PIT.

Pursuit Intervention Technique ou Técnica de Imobilização de Precisão (PIT) é uma manobra de interceptação muito utilizada em perseguições policiais nos Estados Unidos e que consiste em bater a viatura policial na lateral traseira do carro perseguido para tentar fazer o condutor perder o controle do veículo e parar. 
A técnica não é aplicável a qualquer situação e deve ser feita com extrema cautela.
Muitos departamentos sugerem que os policiais recebam a aprovação de um supervisor antes de realizar um PIT. Algumas agências permitem que os oficiais realizem PITs em velocidades especificadas apenas se acreditarem que o uso de força letal é justificado.  
A maior probabilidade de dano ao veículo ou ao policial vem da perda de controle do veículo após a execução da manobra. Quando a técnica é executada corretamente, os danos aos veículos devem ser mínimos, mas reportáveis. Se o PIT for empregado e ocorrerem danos apenas ao veículo de patrulha ou ao veículo suspeito, não é considerado uma colisão de tráfego. Qualquer dano será documentado e preenchido. Se um terceiro for atingido no processo, isso é considerado uma colisão. Políticas referentes à execução da manobra podem variar por estado. Austrália, Canadá e Reino Unido também utilizam da manobra para cessar crimes e fugas. 

## Criação e reavaliações
A técnica tem sido usada por policiais desde a década de 1980 para imobilizar veículos em fuga. A manobra também pode ser usada em operações de proteção como meio de retirar um veículo agressor de uma carreata ou comboio. 
A manobra foi desenvolvida por Bill Scott Raceway, Inc., um grupo de treinamento especializado em direção evasiva e outras manobras de direção altamente especializadas. O PIT foi introduzido como uma técnica de aplicação da lei pelo Departamento de Polícia do Condado de Fairfax durante a década de 1980. A previsível ação de fazer o automóvel rodar na pista é um dos motivos pelos quais a manobra é considerada uma técnica de precisão.
Em 2008 foi observado que veículos equipados com ESC poderiam tornar a manobra menos eficaz.
O sistema ESC é exigido pelos Padrões Federais de Segurança de Veículos Motorizados desde de 2012, mas surgiram como uma opção ainda em 1988. No Brasil o sistema se torna obrigatório a partir de 1º de janeiro de 2024.

## Estudo e treinamento
O resultado do estudo feito pela Polícia de Portland foi divulgado na conferência da Associação de Instrutores de Resposta à Emergências para a Aplicação da Lei (ALERT), revelando que:
- Ao efetuar a manobra, os impactos secundários foram mais comuns em veículos com ESC (um impacto secundário é quando a força do impacto inicial no veículo-alvo o faz girar e causar uma colisão lateral com o veículo-PIT em uma colisão do tipo T-bone)
- A gravidade dos impactos secundários aumentou em velocidades mais altas (acima de 71 km/h)
- Havia inconsistências no desempenho entre os fabricantes de veículos no estudo (ou seja, Ford versus Chevrolet, Dodge vs. Chevrolet, PIT vs. Alvo, etc.)
- Não houve evidência de que um veículo equipado com ESC possa recuperar a trajetória e girar 360 graus.

O estudo foi alvo de preocupação da Divisão de Motoristas da Marinha (DMD), do Centro Federal de Treinamento para a Aplicação da Lei (FLETC) que estavam preocupados que isso pudesse mudar a maneira como a manobra PIT era ensinada aos alunos. Para avaliar, o órgão desenvolveu uma série de testes para determinar se os veículos equipados com ESC reagem de forma diferente à manobra PIT e se ela ainda pode ser usada com segurança, eficácia e previsibilidade como uma técnica de aplicação da lei. Tais descobertas exigirão uma mudança no currículo do PIT e como a manobra é ensinada pelo FLETC. Os resultados mostraram que: 
- O “ponto de impacto ideal” é reduzido nos veículos alvo e PIT
- Os instrutores precisam enfatizar para os alunos que estão conduzindo a percepção dos quatro cantos do veículo PIT. Além disso, os instrutores precisam treinar ativamente seus alunos em relação à ativação da luz de freio no veículo alvo, juntamente com a ativação da luz ESC em seus veículos
- Os instrutores precisam alertar seus alunos de que eles podem ouvir e sentir o desempenho do veículo de maneira diferente quando o ESC é ativado

Os veículos usados para o estudo foram: 
- 02 Dodge Charger 2007 com tração traseira (ESC)
- 01 Ford Police Interceptor Sedan 2013 com tração nas quatro rodas (ESC)
- 01 Ford Crown Victoria 2005 com tração traseira (sem ESC)

O estudo feito pela FLETC levou a mudanças na forma em que a manobra é ensinada e executada. O estudo também elevou o interesse do Canadá e da Austrália a participarem do Programa de Treinamento Avançado de Instrutor de Direção para Aplicação da Lei (LEADITP), treinamento aprimorado da sua variante (LEDITP) e acreditados pela FLETA. Os testes são realizados na Pista 8, um percurso de 1,5 mi (2,41 km) na sede da agência, em Glynco, Geórgia. A coleta de dados ocorreu de julho a setembro de 2016.

## Centro Federal de Treinamento para a Aplicação da Lei
Fundada em 1970, a agência ocupa uma área de 13.354,626 m², possui média diária de 2.300 alunos, podendo chegar a 4.800 em dias de pico, e possui centro de treinamento em Botswana, El Salvador, Tailândia, Hungria e Novo México.  
O órgão é responsável pelo treinamento de centenas de agências federais no país, sendo responsável pelo treinamento da CIA, NSA, CDC, FAA, NCIS, ATS, etc.. A agência oferece treinamento para diversas agências estaduais, municipais e tribais (SLTD), cabendo ao departamento estar apto a inscrever seus agentes. Ela também oferece treinamento ao setor privado, mas é necessário receber aval de agências federais, tal como FBI, USMS, USSS e IRSCI, provando que o treinamento seria mutuamente benéfico para a agência e para o candidato.
O orçamento para o Ano Fiscal de 2022 é de US$355.63 milhões (R$2 bilhões), a FLETC junto de outras agências somam 7% no orçamento de US$90.8 bilhões (R$515.96 bilhões) do DHS. 
Sua sede conta com 894 quartos e 1.758 camas, além de uma recém-anunciada expansão para acomodar outros 596 quartos e 1.170 camas, em uma área de 6.474,970 m² com capacidade de treinamento superior a 140.000 anualmente. 

## Aplicação legal e riscos
De acordo com um estudo realizado por uma agência de mídia, 30 das 67 agências que utilizam e forneceram informações sobre a manobra permitem que seus oficiais a façam a qualquer velocidade, 26 têm restrição de velocidade e 11 agências não forneceram informações sobre restrições de velocidade.
Desde 2016, pelo menos 30 pessoas morreram e centenas ficaram feridas. Dos 30 mortos, 10 eram passageiros de veículos em fuga e 4 eram espectadores ou vítimas de um crime (sequestro, etc.).

#### Los Angeles, Califórnia
O Departamento de Polícia de Los Angeles relata que tem usado manobras PIT desde 2005 sem nenhuma morte ou ferimentos graves. A Polícia Estadual da Califórnia limita o PIT a velocidade inferior a 35 mph (56,3 km/h).

#### Jacksonville, Flórida
O Gabinete do Xerife de Jacksonville na Flórida se envolveu em mais de 200 perseguições policiais, encerrando 61 delas com PITs, de acordo com um relatório anual do escritório, sendo que em apenas uma delas alguém faleceu.

#### Estado da Geórgia
A política de perseguição da Polícia do Estado da Geórgia afirma que o oficial deve considerar as condições da estrada, visibilidade, tráfego de pedestres e veículos, o tipo de veículo e se há passageiros no veículo em fuga. A manobra é proibida em motocicletas ou ATVs.
Desde 1997, a Polícia do Estado da Geórgia já realizou mais de 1.500 manobras, registrando a primeira fatalidade em 1998. Desde então, pelo menos 34 pessoas morreram, incluindo 7 desde 2016.

#### Estado da Indiana
A Polícia Estadual de Indiana proíbe a manobra em velocidades superiores a 50 mph (80,5 km/h).

#### Estado de Utah
A Polícia Rodoviária de Utah exige que os oficiais que usam o PIT "ajam dentro dos limites da legalidade, bom senso e práticas aceitas". 

#### Estado de Arkansas
O Estado de Arkansas viu um aumento de 90% na perseguição veicular de 2015 a 2020.
- 2019: 339 perseguições e 96 manobras
- 2020: 505 perseguições e 165 manobras
- 2021: 376 perseguições e 97 manobras